# Chasch

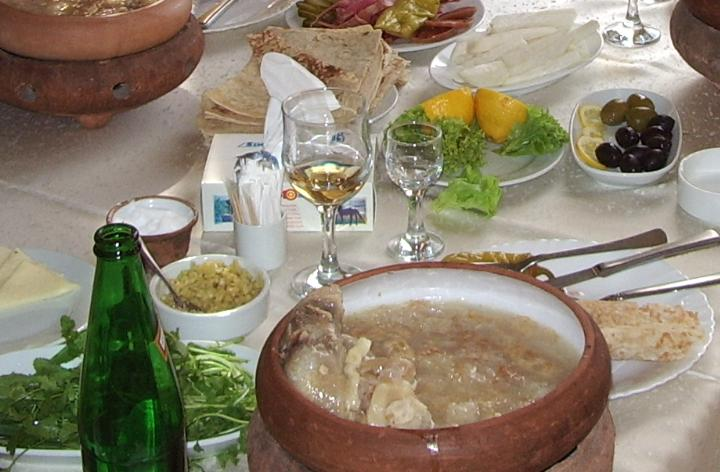
Chasch

Chasch ist ein traditionelles Gericht der armenischen Küche, das im gesamten Transkaukasus bekannt ist. Der Hauptbestandteil sind Kuhfüße. Vormals war es in den Wintermonaten eine nährstoffreiche Speise der armen Leute. Heute ist es zur Delikatesse geworden. Es wird in der kalten Jahreszeit als festliches Mahl genossen.
Eine ähnliche Speise ist piti in der Gegend der türkischen Karsprovinz, die vormals mehrheitlich von Armeniern bewohnt wurde. Bei gleicher Zubereitung werden meistens Schafsklauen gekocht.

## Etymologie
Das Hauptwort Khash (armenisch Խաշ) stammt von dem armenischen Verb „chaschel“ in dessen Bedeutung kochen ab. Als eindeutschende Schreibweise wird auch Khasch oder Chash benutzt.

## Zubereitung

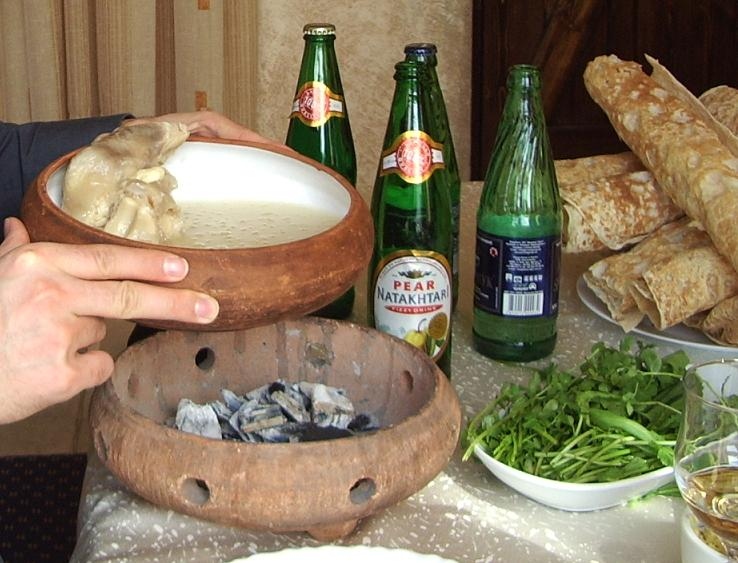
Chaschschüssel mit glühender Kohle im Untersatz zum Warmhalten, Grünes, Mineralwasser und Lavasch

Chasch wird als reine Fleischspeise mit wenig Zutaten zubereitet. Die Hauptzutat sind Kuhfüße, auch Kopf und Magen werden eingesetzt. Die Kuhklauen (in Armenisch totikner) werden enthaart und gereinigt. Anschließend werden sie in kaltem Wasser eingelegt, bis sie vom strengen Geruch befreit sind, und eine Nacht lang in klarem Wasser gekocht. Die entstandene kräftige Brühe wird ohne Salz und Gewürze gekocht. Nach der langen Kochzeit fällt das Fleisch vom Knochen. Die Speise wird heiß serviert und deshalb am Vormittag gegessen. Das Würzen übernimmt der Esser individuell mit dem bereitgestellten Salz, Knoblauch, Zitronensaft, Speiseessig. Oft wird trockenes Lavasch zerbrochen und in die Brühe gegeben, bis es ein dicker Brei wird. Chasch wird mit einer Vielzahl Beilagen gereicht, dazu gehören grüner und gelber Gemüsepaprika, scharfe Peperoni, saure und Gewürzgurken, Rettich, Frischkäse, grüne Salate und Gartenkräuter, wie Kresse oder Rucola. Zum Mahl wird überwiegend Wodka, vorzugsweise Maulbeerwodka, in Armenien auch Brandy, sowie Mineralwasser angeboten.

## Verzehr

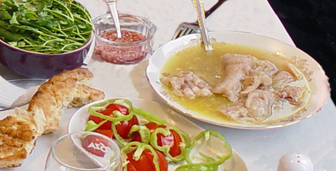
Schüssel mit Chasch und die Zutaten

Armenische Familien laden zum Chasch-Essen grundsätzlich Gäste ein. In Georgien wird es oft nach einer Festlichkeit angeboten, da es als Katerfrühstück gilt. Die traditionelle Zeit für ein Chasch sind die Morgenstunden. Vormals nahmen die „armen Leute“ die Überbleibsel der Reichen, die nur das Fleisch der Tiere genossen. Über Nacht wurden die Speisen unerkannt gekocht und am frühen Morgen die nährstoffreiche Suppe dann von den Nachbarn verzehrt.
Die heutige Feier wird nicht nur einen Tag, sondern viele Tage vorher vorbereitet. Das Festessen ist kein „einfaches Dinner“, sondern es ist „eine Vorbereitung darauf“ nötig, die zum Fest gehört. Es gehören verschiedene Rituale zu einer Chasch-Feier und viele Teilnehmer kommen bereits am Vorabend. Gegessen wird mit den Händen, um das unhandliche Fleisch zu genießen. In guter Gesellschaft wird ein weiches Lavasch in größeren Stücken (ca. 40 × 20 cm²) als „essbare Serviette“ gereicht. Die „Schwere“ des Essens, der etwas strenge Geruch der Fleischspeise und da das Essen am Morgen erfolgt, sowie im Zusammenhang mit dem („notwendigen“) Alkoholkonsum finden diese Feiern an Wochenenden und Feiertagen statt. Es wird erwartet, dass Gäste eine Flasche Wodka mitbringen. Obwohl die Gäste wissen, dass der Gastgeber gut vorgesorgt hat, ist eine zusätzliche Flasche „niemals überflüssig“ und traditionell werden viele Trinksprüche ausgesprochen, nach dem Guten Morgen (armenisch: Բարի լույս) und einem kurzen Trinkspruch des Gastgebers erwidern die Gäste mit einem Toast, das Essen endet mit einem Toast auf die Gäste.

## Gesundheitliche Wirkung
Chasch wird allgemein für seine heilsamen Kräfte gelobt. Die Zubereitung enthält verschiedene Gelenke von Bein und Klauen der Kühe, darin sind Knorpel und andere Bestandteile des Bindegewebes enthalten. Die lange Zubereitung schließt diese Anteile auf und sie befinden sich in der Brühe. Zudem wird die gallertige Substanz um die Knochen gegessen und im  Verdauungstrakt aufgenommen. Es ist die Ansicht verbreitet, dass der regelmäßige Verzehr von Chasch Gelenkbeschwerden vorbeuge und helfe Arthritis zu verhindern oder doch wenigstens das Fortschreiten dieser Krankheit zu verlangsamen.